# Lisa Rinna
Lisa Rinna (født 11. juli 1963 i Medford, Oregon, USA), er en amerikansk skuespiller.
Rinna, som har italiensk oprindelse, og fik sit gennembrud i rolle som Taylor McBride i TV-serien Melrose Place hvor hun medvirkende 1996-1998. Hun har også medvirket i tv-serien Horton-sagaen, hvor hun spillede Billie Reed. Hun har medvirket i The Real Housewives of Beverly Hills siden sæson 4.

## Filmografi
- Good Advice (2001)